# Produktionsfunktion
Indenfor mikroøkonomien viser en produktionsfunktion forholdet mellem mængden af input brugt til at producere et gode og mængden af output af dette gode.
En produktionsfunktion deles typisk op i tre stadier. Til grund for disse stadier ligger "loven om aftagende marginalprodukt", der idet, at én eller flere produktionsfaktorer på kort sigt lægger begrænsninger på, at udnytte en ekstra mængde input fra andre produktionsfaktorer. Derfor vil marginalproduktet efter et givet produktionsniveau være aftagende ved yderligere produktionsstigninger.
1. Stigende marginalprodukt: På grund af specialisering og bedre udnyttelse af de faste omkostninger stiger marginalproduktet i starten. Alle virksomheder vil dog gå udover dette stadie, da de faste omkostninger ikke bruges fuldt ud.
2. Faldende marginalprodukt: På grund af begyndende manglende mulighed for at udnytte en større mængde af arbejdere, begynder marginalproduktet ved ansættelse af endnu en arbejder at falde.
3. Negativ marginalprodukt: I sidste ende begynder arbejderne sågar at gå så meget i vejen, at endnu en arbejder, kun vil betyde en ulempe for de allerede ansatte og den samlede produktion vil derfor falde, dvs. at marginalproduktet er direkte negativt. De faste omkostninger er altså for små til at kunne håndtere en så stor mængde arbejdere.
Det forudsættes, at alle arbejdere (først som sidst) er lige gode og koster lige meget at ansætte.